# Der Spieler

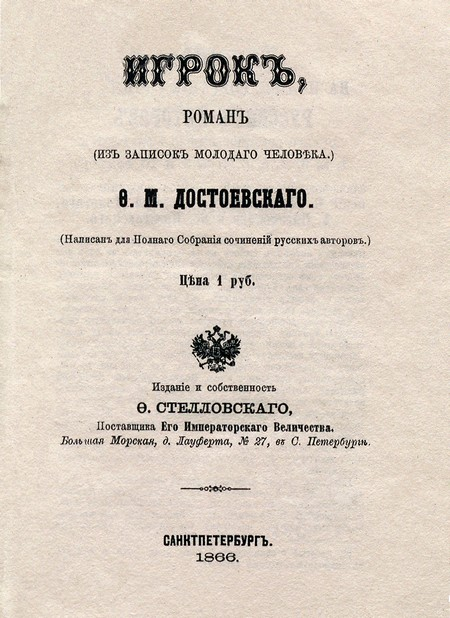
Titelseite der Erstausgabe von 1866.

Der Spieler (russisch: Игрокъ, moderne Schreibweise Игрок, Igrok) ist ein Roman von Fjodor Dostojewski.
Eingebettet in eine burleske, gelegentlich grotesk komische Geschichte um eine Gruppe von Menschen, die, kurz vor dem finanziellen Ruin stehend, im fiktiven Kurort Roulettenburg auf den Geldsegen einer umfangreichen, alle erlösenden Erbschaft wartet, finden sich präzise und detaillierte Beschreibungen der Spielsucht, die Dostojewski aus eigener Erfahrung kannte.
Der Roman ist die Vorlage für Sergei Prokofjews gleichnamige Oper (1917) sowie für mehrere Verfilmungen.

## Hintergrund
Der Spieler erschien 1867 kurz nach Schuld und Sühne in der ersten Gesamtausgabe der Werke Dostojewskis. Dostojewski diktierte ihn seiner späteren Ehefrau Anna, die die Stenografie beherrschte, in nur 26 Tagen. Dostojewski hatte sich im Sommer 1865 gegenüber dem Verleger Stellowski verpflichtet, bis zum 1. November einen Roman mit einem Umfang von zehn Druckbögen zu liefern. Die Lieferfrist wurde – obwohl Stellowski St. Petersburg zum 31. Oktober verließ, gerade um die Ablieferung unmöglich zu machen – eingehalten, da die Stenographin Anna auf den Einfall kam, das Manuskript bei einem Notar zu hinterlegen. Der Spieler ist Dostojewskis einziger Roman, der nicht als Feuilletonroman erschien.
Der Roman trägt autobiographische Züge. So ließe sich bei Roulettenburg an Wiesbaden denken, wo Dostojewski selbst erstmals Roulette spielte, oder an Bad Homburg – diese beiden Städte nehmen für sich in Anspruch, Dostojewskis Roulettenburg zu sein. Allerdings wird in der Erzählung Homburg (ebenso wie Baden-Baden) neben Roulettenburg als nicht identische Stadt genannt.
Weitere autobiografische Züge finden sich in der Schilderung der Beziehung zwischen Aleksej und Polina: Hier hat Dostojewski seine unglückliche Liebe zu Apollinarija („Polina“) Suslowa literarisch verarbeitet.

## Inhalt
Der hoch verschuldete russische General wartet in Roulettenburg im Kreis seiner Familie, einiger Bekannter und Gläubiger auf die Nachricht, dass die reiche Erbtante das Zeitliche segnet und er sie beerben kann. Dies ist seine einzige Chance, die Schulden bei dem arroganten Franzosen de (auch: des) Grieux zu begleichen, dem Kavalier von Polina, der Stieftochter des Generals. Gleichzeitig würde dieser Geldschub die Hochzeit zwischen dem General und der ebenfalls nicht unbemittelten Mademoiselle Blanche begünstigen, in die der deutlich ältere General hoffnungslos verliebt ist. Der Hauslehrer des Generals, der Ich-Erzähler Aleksej Iwanowitsch, beobachtet die Intrigen des Franzosen, der sich mit Blanche insgeheim verbündet hat, und buhlt mit ihm um die Gunst von Polina, in die er unsterblich verliebt ist. Die jedoch nutzt ihn aus, verspottet ihn und straft ihn mit Verachtung.
Plötzlich erscheint statt des erhofften Telegramms vom Tod der Erbtante die resolute Matriarchin selbst auf der Bildfläche. Interessiert am Roulette lässt sie alle Beteiligten ihre Gefühle und ihre Gedanken zu der Sachlage unverhohlen wissen: Der General wird kein Geld von ihr erhalten. Im Gegenteil – weist sie doch ihre ganze Umgebung, besonders ihre Familie, durch ihren unbedingten Herrschaftsanspruch in die Schranken.
Ein paar Tage später ist die Katastrophe komplett: Die Tante hat ein großes Vermögen beim Roulette verspielt und fährt wieder nach Moskau zurück. De Grieux verlässt Polina, Mademoiselle Blanche interessiert sich nicht mehr für den General, der inzwischen, nachdem er Tag für Tag das Verschwinden seines Erbes mit ansehen musste, kurz vor einem Nervenzusammenbruch steht.
Nun bekennt Polina Aleksej ihre Liebe, der daraufhin sofort zum Casino geht, um das Geld für die Schulden bei de Grieux zu beschaffen. Nachdem ihm dies auch tatsächlich gelungen ist, erkennen Polina und er jedoch, dass sich seine Liebe für sie in Spielsucht verwandelt: der überraschende Gewinn von 100.000 Florins bei Roulette und Trente et quarante lassen ihn vollends dem Spieltrieb und der Gewinnsucht anheimfallen. Polina flüchtet zu Mr. Astley, einem kühlen, zurückhaltenden Engländer, der sich ihrer annimmt. Auch zu ihm hatte Aleksej eine freundschaftliche Beziehung, die jedoch nicht ins Vertrauliche geht und durch Polinas Verbitterung Schaden davonträgt.
Letztendlich zieht Aleksej mit Mademoiselle Blanche nach Paris. Sie behandelt ihn wie ein Schoßtier; eine Behandlung, die auch dem General zuteilwird, nachdem er ihr nachgereist und in Paris eingetroffen ist. Nachdem die Französin die 100.000 Florins mit Prunk und Luxus durchgebracht hat, unter anderem durch ihre Hochzeit (nur um des Titels willen) mit dem in der Zwischenzeit in den Stumpfsinn abgerutschten General, verlässt Aleksej verarmt Paris und schlägt sich als Lakai in Homburg und Baden-Baden durch. Sobald er Geld verdient hat, trägt er es zum Roulette. Selbst die Nachricht von Mr. Astley, dass Polina ihn wirklich liebt, kann ihn nicht von seiner Spielsucht losreißen, die ihn mittlerweile vollkommen erfüllt.

## Verfilmungen
- Die rollende Kugel ist der Titel einer Stummfilm-Verfilmung von 1919 unter der Regie von Rudolf Biebrach. Martha Angerstein agiert als Pauline Sagorianskij und Rudolf Biebrach als General Sagorianskij.
- Der Spieler, auch Roman eines Spielers, Deutschland 1938 – Regie: Gerhard Lamprecht. Mit Eugen Klöpfer (General Kirileff), Albrecht Schoenhals (Dr. Tronka), Lída Baarová (Nina) und Hannes Stelzer (Alexej Nikitin).
- Der Spieler (OT: The Great Sinner) von 1948. Unter der Regie von Robert Siodmak spielten Gregory Peck (Fedja), Ava Gardner (Pauline Ostrovsky), Walter Huston (General Ostrovsky).
- Le joueur (deutscher Titel: Der Spieler, auch: Das Spiel war sein Fluch) ist der Titel einer französischen Verfilmung  von 1958. Unter der Regie von Claude Autant-Lara spielten Gérard Philipe (Alixei Ivanovitch) und Liselotte Pulver (Pauline Zagorianski) die Hauptrollen. Bernard Blier war Le Général Zagorienski.
- Le joueur ist der Titel einer französischen Verfilmung von 1962 unter der Regie von François Gir, die mit André Charpak als Alexis, Huguette Hue als Pauline und Michel de Ré als Le Général aufwartete.
- The Gambler heißt eine Fernsehverfilmung von 1968 unter der Regie von Michael Ferguson. John Phillips spielte den General, Maurice Roëves den Alexi und Georgina Ward die Polina.
- Dunkle Tage in St. Petersburg (OT: The Gambler) 1997 – Regie: Károly Makk. Der General wurde hier von John Wood verkörpert, Alexei von Dominic West und Polina von Polly Walker.
- Die Spielerin, deutsche Verfilmung von 2005 unter der Regie von Erhard Riedlsperger. Hannelore Elsner ist in der Rolle der Spielerin Polina Sieveking zu sehen.

## Aktuelle Ausgaben
- Fjodor M. Dostojewskij: Der Spieler. Aus den Aufzeichnungen eines jungen Mannes (Übersetzt von Swetlana Geier). Fischer Taschenbuch Verlag, Frankfurt am Main 2011, ISBN 978-3-596-18899-4.
- Fjodor M. Dostojewskij: Der Spieler. Aus den Aufzeichnungen eines jungen Mannes (Übersetzt von Arthur Luther). dtv 19107, München 2007, ISBN 978-3-423-19107-4.
- Fjodor M. Dostojewskij: Der Spieler. Aus den Notizen eines jungen Mannes (Übersetzt von Werner Creutziger). Aufbau-TB 6110, Berlin 2008, ISBN 978-3-7466-6110-0.
- Fjodor M. Dostojewskij: Der Spieler. Aus den Aufzeichnungen eines jungen Mannes (Übersetzt von Hermann Röhl). Anaconda, Köln 2005, ISBN 978-3-938484-49-4.
- Fjodor M. Dostojewskij: Der Spieler oder Roulettenburg (Übersetzt von Alexander Nitzberg). dtv, München 2016, ISBN 978-3-423-28097-6.

Hörbücher
- Fjodor M. Dostojewskij: Der Spieler. [Hörspiel, Regie: Gert Westphal], Hörverlag, München 2011, ISBN 978-3-86717-726-9 (Audio-CD).
- Fjodor M. Dostojewskij: Der Spieler. [Ungekürzte Lesung. Mit Michael Rotschopf. Übersetzt von Swetlana Geier. SWR. Regie Felicitas Ott] DAV, Berlin 2011, ISBN 978-3-86231-055-5 (5 Audio-CDs, ca. 393 Minuten).